# Leiothrix cuscutoides
Leiothrix cuscutoides là một loài thực vật có hoa trong họ Eriocaulaceae. Loài này được Silveira mô tả khoa học đầu tiên năm 1908.